# Panzeria platycarina
Panzeria platycarina là một loài ruồi trong họ Tachinidae.